# Nestor (Kuifje)
Nestor is een personage uit de Kuifje-stripreeks. Hij is de bediende op kasteel Molensloot.
In het album Het geheim van de Eenhoorn is hij de bediende van de gebroeders Vogel. Hij denkt in dat verhaal dat z'n werkgevers eerlijk zijn, maar dat blijkt niet zo te zijn. Wanneer Kuifje gevangen is op kasteel Molensloot, slaagt Kuifje erin te ontsnappen, gaat in het kasteel zelf naar de telefoon en belt kapitein Haddock. Wanneer Nestor binnenkomt en aan Kuifje vraagt wie hij is, heeft Kuifje een goede smoes. Maar wanneer de gebroeders Vogel echter Nestor via een parlofoon, de huistelefoon of intercom, laten weten dat er een dief in huis is, grijpt Nestor Kuifje vast. Kuifje weet te ontsnappen maar dan komen de gebroeders Vogel eraan. Het avontuur loopt goed af en sinds het album De schat van Scharlaken Rackham is Nestor de huisbediende van kapitein Haddock geworden, nadat Zonnebloem het kasteel Molensloot kocht.